# 稲村三伯
稲村 三伯（いなむら さんぱく、宝暦8年（1758年） - 文化8年1月16日（1811年2月9日））は、江戸時代後期の蘭学者。幼名は龍介、名は箭、字は白羽。号は原昆堂、白髪書生。
石井庄助、宇田川玄真らの協力で、ハルマの蘭仏辞典を基に寛政8年（1796年）日本最初の蘭和辞典『ハルマ和解』を完成させる。

## 生涯
現在の鳥取市川端に生まれる。町医・松井如水の三男。明和7年（1770年）藩医・稲村三杏の養子に入る。
明和8年（1771年）藩校・尚徳館に学ぶ。安永5年（1776年）福岡の亀井南冥について医学と儒学を学び、更に長崎に出て蘭方を学んだ。天明元年（1781年）、三杏の没後に藩医を継いだが、その後も京都で医学修業した。
その後、大槻玄沢の『蘭学階梯』を読み発奮し、寛政4年（1792年）に江戸に出て、藩邸に勤めながら玄沢の門に入り、蘭学を修業した。寛政8年（1796年）、長崎通詞石井恒右衛門や同門の桂川甫周、宇田川玄真らの協力を得て、日本で最初の蘭和辞書『ハルマ和解』を完成し、刊行した。
享和2年（1802年）、弟大吉の借銭の問題で退藩し、下総海上郡などを遍歴し、名を海上随鴎と改めて医業をした。
文化3年（1806年）、京都に出て蘭学塾を開き、京都、大坂の蘭学興隆のもとをつくった。
文化8年（1811年）1月16日、54歳で没す。明治44年（1911年）、従四位が追贈された。

## 家族
娘の定は中天游の妻。

## 系譜
稲村家
```
　　　
　　　　　　　　　　　　中天游　　　　　　　
　　　　　　　　　　　　　┃
　　　　　　　　　　　　┏定　　　　
三通━━三杏━━三伯━━┫　
　　　　　　　　　　　　┗元厚　　　　　　

```

松井家
```
　　　　　　
　　　　┏維仙
　　　　┃　　　　
如水━━╋三伯　
　　　　┃
　　　　┗大吉　　　　　　

```